# جيان غودوي
جيان غودوي (بالإسبانية: Gian Godoy) هو كاتب سيناريو ورسام ومخرج تشيلي، ولد في 1966 في سانتياغو في تشيلي.

## وصلات خارجية
- جيان غودوي على موقع IMDb (الإنجليزية)
- جيان غودوي على موقع ألو سيني (الفرنسية)
- جيان غودوي على موقع كينوبويسك (الروسية)